# Archigrammitis samoensis
Archigrammitis samoensis är en stensöteväxtart som först beskrevs av Baker, och fick sitt nu gällande namn av Barbara S. Parris. Archigrammitis samoensis ingår i släktet Archigrammitis och familjen Polypodiaceae. Inga underarter finns listade.